# Ameromyia pubiventris
Ameromyia pubiventris is een insect uit de familie van de mierenleeuwen (Myrmeleontidae), die tot de orde netvleugeligen (Neuroptera) behoort. 
Ameromyia pubiventris is voor het eerst wetenschappelijk beschreven door Walker in 1860.